# Spießgipfel
Spießgipfel är en bergstopp i Antarktis. Den ligger i Östantarktis. Norge gör anspråk på området. Toppen på Spießgipfel är 1 906 meter över havet.
Terrängen runt Spießgipfel är platt åt sydväst, men åt nordost är den kuperad. Trakten är glest befolkad. Närmaste befolkade plats är Borga forskningsstation, 1,2 kilometer öster om Spießgipfel.